# 格拉尼特福爾斯鎮區 (明尼蘇達州契皮瓦縣)
格拉尼特福爾斯鎮區（英語：Granite Falls Township）是位於美國明尼蘇達州契皮瓦縣的一個行政鎮區。

## 地方資料
格拉尼特福爾斯鎮區的面積為82.30平方千米，當中陸地面積為81.50平方千米，而水域面積為0.80平方千米。根據2020年美國人口普查的數據，當地共有人口212人，而人口密度為每平方千米2.58人。